# 521 Brixia
521 Brixia је астероид главног астероидног појаса са пречником од приближно 115,65 km.
Афел астероида је на удаљености од 3,513 астрономских јединица (АЈ) од Сунца, а перихел на 1,966 АЈ.
Ексцентрицитет орбите износи 0,282, инклинација (нагиб) орбите у односу на раван еклиптике 10,592 степени, а орбитални период износи 1657,045 дана (4,536 године).
Апсолутна магнитуда астероида је 8,31 а геометријски албедо 0,062.
Астероид је откривен 10. јануара 1904. године.